# Guglielmo Pesenti
Guglielmo Pesenti (Sedrina, 18 de diciembre de 1933–Bérgamo, 12 de julio de 2002) fue un deportista italiano que compitió en ciclismo en la modalidad de pista, especialista en la prueba de velocidad individual.
Participó en los Juegos Olímpicos de Melbourne 1956, obteniendo una medalla de plata en la prueba de velocidad individual. Ganó dos medallas en el Campeonato Mundial de Ciclismo en Pista, plata en 1957 y bronce en 1956.

## Medallero internacional
| Juegos Olímpicos   | Juegos Olímpicos       | Juegos Olímpicos  | Juegos Olímpicos         |
| Año                | Lugar                  | Medalla           | Competición              |
| ------------------ | ---------------------- | ----------------- | ------------------------ |
| 1956               | Melbourne (Australia)  | Medalla de plata  | Velocidad individual     |
| Campeonato Mundial |                        |                   |                          |
| Año                | Lugar                  | Medalla           | Competición              |
| 1956               | Copenhague (Dinamarca) | Medalla de bronce | Velocidad individual (A) |
| 1957               | Rocourt (Bélgica)      | Medalla de plata  | Velocidad individual (A) |